# エレン・ブラウミュラー
エレン・ブラウミュラー（Ellen Braumüller、後にHassauer、1910年12月24日 - 1991年8月10日）は、ドイツの陸上競技選手である。彼女は、1932年に開催されたロサンゼルスオリンピックの女子やり投で銀メダルを獲得した。

## 経歴
ブラウミュラーはやり投などの投てき競技のほか、走高跳や短距離走に多彩な才能を示した選手だった。但し、同時期にアメリカのベーブ・ディドリクソンという強力なライバル選手がいて、なかなか勝利できなかった。彼女はやり投では、1930年から1932年の期間に3回世界記録を更新している。1930年には、陸上競技の女子選手権で三種競技（100メートル走、走高跳、やり投）の優勝者になっていたが、2年後のロサンゼルスオリンピックでは女子の混成競技は実施されなかった。
ロサンゼルスオリンピックでは、4×100メートルリレー走、走高跳、円盤投、やり投の4種目に出場した。そのうちやり投では、ディドリクソンについて銀メダルを獲得している。
なお、姉のインゲ・ブラウミュラー（en:Inge Braumüller）も陸上選手で、1928年アムステルダムオリンピックの女子走高跳で7位に入っている。

## オリンピックでの成績
| 年   | 大会         | 場所                     | 種目                  | 結果 | 記録   |
| ---- | ------------ | ------------------------ | --------------------- | ---- | ------ |
| 1932 | ロサンゼルス | ロサンゼルス（アメリカ） | 4×100メートルリレー走 | 6位  | 50秒0  |
| 1932 | ロサンゼルス | ロサンゼルス（アメリカ） | 走高跳                | 10位 | 1.41m  |
| 1932 | ロサンゼルス | ロサンゼルス（アメリカ） | 円盤投                | 8位  | 33.15m |
| 1932 | ロサンゼルス | ロサンゼルス（アメリカ） | やり投                | 2位  | 43.50m |